# مارک کوزلک
مارک کوزلک (به انگلیسی: Mark Kozelek) (زاده ۲۴ ژانویه ۱۹۶۷) خواننده، ترانه سرا و گیتاریست آمریکایی است.